# Vega 2
Vega 2 je jedna ze dvou sovětských kosmických sond vypuštěných v rámci programu Vega, které byly určeny na výzkum planety Venuše a Halleyovy komety. Byla vypuštěna 21. prosince 1984 z kosmodromu Bajkonur v Kazachstánu týden po sondě (dvojčeti) Vega 1. V katalogu COSPAR byla označena jako 1984-128A.

## Popis a vybavení sondy
Vega 2 byla tříose stabilizovaná sonda. Konstrukce byla odvozena od sond z programu Veněra a byla shodná, jako u sondy Vega 1. Základ konstrukce tvoří nádrže s KPL pro systém orientace, stabilizace a korekce dráhy, ke kterým je připevněn toroidální přístrojový úsek. Z boku jsou sluneční panely a parabolická směrovaná anténa. Na straně ke Slunci jsou systémy astroorientace. Vybavení sondy je umístěno na tělese sondy (přístroje, které nevyžadují přesnou orientaci), na výklopných tyčích (elektromagnetické přístroje) a také na plošině ASP-G (Č), která byla vyrobena v Československu. K průzkumu Venuše byl určen také sestupový modul (COSPAR 1984-128E) s přistávacím pouzdrem a aerostatem, který sloužil k průzkumu Venušiny atmosféry.
Vybavení:
- kamerový systém pro snímkování Halleyovy komety
  - širokoúhlá kamera (ohnisková dálka 180 mm, světelnost f/3, zorné pole 3×4°)
  - úzkoúhlá kamera (ohnisková dálka 1200 mm, světelnost f/5, zorné pole 48')
  - sada 6 barevných filtrů k úzkoúhlé kameře
  - infračervený spektrometr IKS
  - polohový detektor ADN
- iontový detektor prachu
- komplex pro sledování plazmatu
  - neutrální hmotový spektrometr
  - hmotový spektrometr Plazmag
  - vysokofrekvenční analyzátor Époniche
  - magnetometr Míša
  - analyzátor plazmových vln - na jeho vývoji se podílela ČSSR
- prachový hmotový spektrometr PUMA

## Průběh mise
Sonda byla vypuštěna 21. prosince 1984 z kosmodromu Bajkonur v Kazachstánu. V dubnu 1985 se pravidelně aktivovaly přístroje pro měření meziplanetárního prostoru a charakteristiky kometární hmoty. 13. června 1985 se od sondy oddělil sestupový modul určený k výzkumu Venuše. Poté sonda provedla motorický manévr, který ji navedl na dráhu míjející planetu ve vzdálenosti asi 39000 km. Sonda Vega 2 začala s výzkumem Halleyovy komety 7. března a dva dny poté, 9. března 1986 prolétla sonda ve vzdálenosti 8200 km od jádra komety. Získala odtud přes 700 snímků s rozlišením až 120 metrů. Poslední měření komety 1P/Halley proběhlo o dva dny později. Poté sonda pokračovala ve výzkumu meziplanetárního prostoru.
Obě sondy splnily svůj úkol obdobným způsobem, program Vega byl tedy úspěšný.